# Stanislav Kropilák
Stanislav Kropilák (Kremnica, Checoslovaquia; 10 de junio de 1955 - 14 de octubre de 2022) fue un baloncestista eslovaco que jugaba en las posiciones de ala-pívot y pívot y actualmente es considerado como uno de los mejores baloncestistas europeos de su generación.

## Carrera

### Club
| Periodo   | Club                   |
| --------- | ---------------------- |
| 1972–1975 | Slavia SVST Bratislava |
| 1975–1983 | BK Inter Bratislava    |
| 1983–1984 | RH Pardubice           |
| 1984–1985 | BK Inter Bratislava    |
| 1985–1989 | CEP Fleurus            |
| 1989–1990 | Spirou Monceau         |
| 1990–1992 | Amicale Steinsel       |
| 1992–1994 | Avenire Namur Basket   |
| 1994–1996 | Spirou Basket Gilly    |

### Selección nacional
Representó a Checoslovaquia en la copa Mundial de Baloncesto de 1978 y 1982, en los Juegos Olímpicos de 1976 y 1980 y en tres ediciones del EuroBasket, donde fue subcampeón en 1985 y tercer lugar en 1977 y 1981.

## Logros

### Club
- Liga checoslovaca de baloncesto: 5

1979, 1980, 1983, 1984, 1985

### Selección nacional
- EuroBasket

-  (1): 1985
-  (2): 1977, 1981

### Individual
- 4 veces elegido al Juego de Estrellas de la FIBA Europa
- 5 veces baloncestista checoslovaco del año
- 10 veces nominado al equipo ideal checoslovaco
- 10 veces jugador eslovaco del año
- Mejor baloncestista eslovaco del siglo XX
- 50 mejores jugadores FIBA (1991)
- Miembro del Salón de la Fama FIBA